# Alberite de San Juan
Alberite de San Juan ist ein spanischer Ort und eine Gemeinde (municipio) mit 84 Einwohnern (Stand: 2024) im Nordwesten der Provinz Saragossa der Autonomen Region Aragonien.

## Lage
Alberite de San Juan liegt knapp 59 km (Fahrtstrecke) westnordwestlich der Provinzhauptstadt Saragossa in einer Höhe von etwa 375 m am Río Huecha. 
Das Klima ist gemäßigt bis warm; Regen (ca. 485 mm/Jahr) fällt übers Jahr verteilt.

## Bevölkerungsentwicklung
| Jahr      | 1970 | 1981 | 1991 | 2001 | 2011 | 2021 |
| Einwohner | 171  | 131  | 116  | 91   | 99   | 77   |

## Sehenswürdigkeiten
- Himmelfahrtskirche (Iglesia de Nuestra Señora de la Asunción) aus dem 14. Jahrhundert
- Reste der alten Burganlage aus dem 9. Jahrhundert

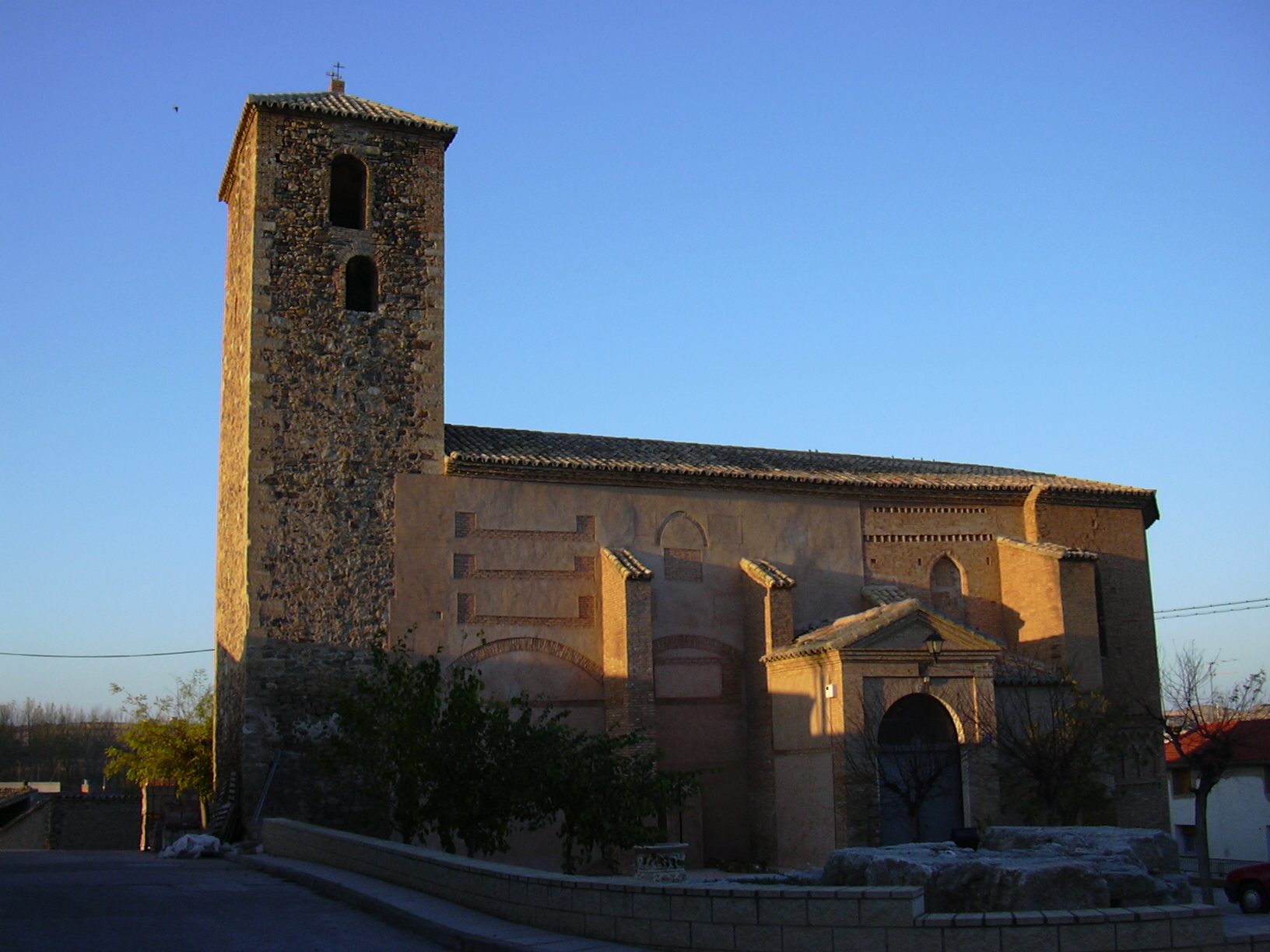
Himmelfahrtskirche